# William Capon
Pour les articles homonymes, voir Capon.

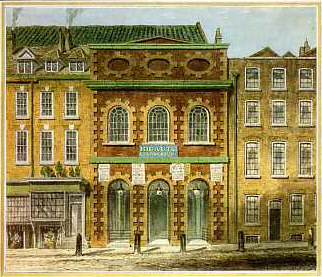
Her Majesty's Theatre, illustration maintenant au Victoria and Albert Museum.

William Capon, né le 6 décembre 1757 à Norwich et mort le 26 septembre 1827 à Londres, est un artiste anglais. 

## Biographie
William Capon, dont le père est aussi un artiste, et né le 6 décembre 1757 à Norwich, pratique très tôt le métier de portraitiste.
Capon se rend à Londres, où il devient l'assistant de l'architecte et peintre de scène Michael Novosielski et est employé pour la décoration des jardins de Ranelagh et de l'opéra italien. Il est ensuite employé par John Kemble comme peintre de scène pour le théâtre Drury Lane, qui est reconstruit en 1794. Plus tard, il devient célèbre en tant que dessinateur en architecture. En compagnie de l'antiquaire John Carter, il consigne d'anciens bâtiments de Westminster, dont certains devaient être démolis. Il est nommé dessinateur en architecture du duc d'York en juin 1804. Il expose occasionnellement à la Royal Academy.
Il meurt en 1827 à son domicile de North Street Westminster.